# Нестеровское сельское поселение (Рязанская область)
Не́стеровское се́льское поселе́ние — муниципальное образование в Пителинском районе Рязанской области России.

## Население
| 2010 | 2012  | 2013 | 2014 | 2015 | 2016 | 2017 |
| ---- | ----- | ---- | ---- | ---- | ---- | ---- |
| 1031 | ↘1001 | ↘958 | ↘949 | ↘937 | ↘917 | ↘898 |
| 2018 | 2019  | 2020 | 2021 |      |      |      |
| ↘894 | ↘880  | ↘859 | ↘839 |      |      |      |

## Административное устройство
Административное устройство и границы сельского поселения определяются законом Рязанской области от 07.10.2004 N 88-ОЗ.
В состав сельского поселения входят 14 населённых пунктов
- Высокое (село) — 58[14]
- Вяжневка (деревня) — 3[14]
- Гридино (село) — 98[14]
- Ивановка (деревня) — 0[14]
- Искра (посёлок) — 0[14]
- Климушинка (деревня) — 2[14]
- Михайловка (деревня) — 0[14]
- Мокрая Хохловка (деревня) — 1[14]
- Нестерово (село, административный центр) — 712[14]
- Новый Ункор (село) — 82[14]
- Свищево (село) — 68[14]
- Танкачевский Ункор (деревня) — 0[14]
- Церлевский Ункор (деревня) — 0[14]
- Чубаровский Ункор (деревня) — 7[14]